# Tomorrow (canción de Silverchair)
Tomorrow es una canción de la banda australiana rock alternativo Silverchair. Fue lanzado como el primer sencillo de la banda, lanzado en 1994. Más tarde apareció en el álbum debut  Frogstomp , lanzado en 1995.
La canción alcanzó el número 1 en la lista de Australia, Nueva Zelanda y Estados Unidos.